# (73937) 1997 SV6
(73937) 1997 SV6 – planetoida z pasa głównego asteroid okrążająca Słońce w ciągu 4 lat i 312 dni w średniej odległości 2,87 j.a. Została odkryta 23 września 1997 roku.